# 烏羅什·科瓦切維奇
烏羅什·科瓦切維奇（1993年5月6日—）是一位塞爾維亞排球運動員。他也代表塞爾維亞國家排球隊參賽。他的哥哥尼古拉·科瓦切維奇也是一位排球運動員。